# Paglieri
Paglieri è un'azienda italiana che produce e commercializza beni di consumo cosmetici, di detergenza e profumi. Fondata da Luigi Paglieri ad Alessandria, Paglieri offre una gamma diversificata di prodotti ed è presente in oltre 50 paesi. Nel 2001 l'azienda fonda Selectiva Spa, con i marchi Aquolina e Pink Sugar; dal 2010 è proprietaria di Schiapparelli Farmaceutici e, da dicembre 2022, di Agopag Spa.

## Storia
Nel 1807 Luigi Paglieri apre una bottega ad Alessandria, nell'allora via Ravanale (l'attuale via Mazzini). Nel 1830 il negozio viene trasferito in piazza Vittorio Emanuele (oggi piazza Libertà), in una posizione molto più strategica. All’attività commerciale si aggiunge anche quella produttiva, poiché nel retrobottega viene avviata la produzione artigianale di creme, ciprie, rossetti e parrucche.
La società Paglieri viene poi fondata nel 1876 da Luigi Paglieri e suo figlio Lodovico ad Alessandria, in Italia. Nata come piccola azienda a conduzione familiare, Paglieri si è inizialmente concentrata sulla produzione di profumi e cosmetici tradizionali italiani.
Agli inizi del '900 Luigi Paglieri, figlio di Lodovico, fa costruire Palazzo Paglieri, il primo edificio in cemento armato in città ed il primo dotato di ascensore. Il Palazzo ospita fin dagli anni ’30 sia lo stabilimento produttivo sia la famiglia Paglieri. La produzione in serie di profumi e colonie era già iniziata negli anni ’20. Nel 1923 viene lanciata l'acqua di colonia Felce Azzurra e nel 1926 il talco Felce Azzurra.
Negli stessi anni l'azienda crea le Acque di Colonia Paradiso Perduto, Acqua di Marengo, Tabacco Ambrato, Fior di Loto e Fiori degli Esperidi; Gran Premio, un profumo femminile, Curaderma, una lozione idratante dopo bagno e Barbasana per l'uomo, da utilizzare al momento della rasatura.
Negli anni '30 lancia Velluto di Hollywood, una cipria da applicarsi con una spugna sia asciutta sia bagnata. Il prodotto prende ispirazione dal fascino delle star del cinema americano.
Sempre nel 1940, Paglieri diventa una società per azioni ed apre un proprio scatolificio per la produzione di astucci e contenitori destinati ai suoi prodotti. Durante la seconda guerra mondiale il sito viene bombardato. Dopo la guerra viene affittata una nuova grande fabbrica. Il numero dei dipendenti sale fino a oltre quattrocento e viene aperto all’interno dell’azienda un asilo nido.
Contemporaneamente, come molti altri grandi e famosi marchi dell'epoca, Paglieri intraprende la strada della pubblicità, coinvolgendo per i suoi manifesti pubblicitari artisti famosi. Tra tutti, Gino Boccasile, che nel 1946 realizza un manifesto con una giovane donna con i seni nudi che suscita scalpore. Con la nascita della televisione italiana e del programma televisivo ‘Carosello’, Paglieri compare con spot pubblicitari animati da celebrità quali: Quartetto Cetra, Alberto Lupo, Erminio Macario e Sandra Mondaini, Ornella Vanoni, Marcella Bella, Loredana Bertè.
All'inizio degli anni '60, l'Azienda si trasferisce in un edificio di 76.000 mq nella periferia di Alessandria. Negli anni '70 la profumeria classica venne abbandonata, per orientarsi maggiormente verso prodotti destinati alla grande distribuzione.
Nel 1996, l'Azienda riceve la certificazione ISO 9002 dall'Istituto di certificazione di qualità per l'industria chimica. L'azienda consegue successivamente le certificazioni: ISO 9001, ISO 45001 e ISO 14001.
Nel 2001 Paglieri torna alla profumeria selettiva fondando Selectiva Spa, proprietaria dei marchi Aquolina e Pink Sugar.
Nel 2007 Paglieri vince la medaglia d'oro per l'impegno imprenditoriale e il progresso economico (Camera di Commercio di Alessandria).
Nel 2008 EURISPES inserisce Paglieri nella Top 3 del Rapporto “Le nostre Eccellenze”, cento storie di successo del Sistema Italia.
Nel 2010 all'azienda viene assegnato il riconoscimento speciale per i 100 anni di appartenenza a Confindustria (1910-2010).
Nel 2010 l'azienda acquisisce lo storico marchio farmaceutico Schiapparelli.
Nel 2018 Paglieri vince il Premio Smau per l’innovazione, quale esempio di miglioramento dei processi produttivi ed ottimizzazione dei flussi lavoro.
Nel 2020 l'azienda ottiene dall’Ufficio Italiano Brevetti e Marchi il riconoscimento di Marchio Storico di interesse nazionale per Felce Azzurra e Schiapparelli.
Nel giugno 2022 la società modifica il suo assetto societario e di governance nominando un nuovo consiglio di amministrazione composto dal presidente non esecutivo Aldo Paglieri, dagli amministratori delegati Debora Paglieri, Fabio Rossello e Lodovico Paglieri e dal consigliere di amministrazione Ginevra Rossello Paglieri.
Nel dicembre 2022 la società acquisisce Agopag Spa, azienda con sede a Spinetta Marengo specializzata nella lavorazione di materie plastiche.
Nel 2023 il Ministero delle Imprese e del Made in Italy, per celebrare i 100 anni del marchio Felce Azzurra, emette un francobollo appartenente alla serie tematica “Le Eccellenze del Sistema Produttivo ed Economico”.
Nel 2024 Felce Azzurra è selezionata tra i 100 marchi rappresentativi del Made in Italy dal Ministero delle Imprese e del Made in Italy ed inserita all’interno della mostra “Identitalia, The Iconic Italian Brands”, in esposizione all’interno del Ministero stesso.